# ベル・ミード・プランテーション
ベル・ミード・プランテーション (Belle Meade Plantation ) はアメリカ合衆国テネシー州ナッシュビル内の独立都市ベル・ミードにある歴史的プランテーションおよび現在博物館として使用されている大邸宅。現在残っている土地は30-エーカー (120,000 m2)で、ワイン醸造所、観光案内所、またハーディングの小屋、酪農場、馬車庫、家畜小屋、霊廟などオリジナルのはなれ、再建された奴隷地区などがある。

## 初期 (1807年～1865年)
1807年、バージニア州のジョン・ハーディングはナッチェス・トレイスのダナム大農場と丸太小屋計250エーカー (100 ha)を購入。初期の頃ハーディングはアンドリュー・ジャクソンなど近所に行くのに馬に乗り、1816年までサラブレッドを繁殖させていた。1823年、自身の騎乗服を着てナッシュビル競馬クラブに登録し、マクスパデン・ベント・ファームのトラックで馬の調教をしていた。またサウスカロライナ州チャールストンとルイジアナ州ニューオーリンズに穀物を出荷し、アーカンソー州とルイジアナ州に広大な土地を所有していた。1820年、1階建てで翼廊のある連邦様式の5柱間の邸宅の建設を開始。
ジョンの息子ウィリアム・ガイルズ・ハーディングはマクスパデン・ベントの地所に住み、父と共に馬の調教をしていた。ウィリアム・ガイルズがベル・ミード・プランテーションの管理を引き受けるまで彼は馬の繁殖と競馬に心血を注いでいた。地元の複数の競馬クラブで活動し、クローヴァー・ボトム、ギャラティン、ナッシュビルなど、この付近で行なわれる競馬には全て出場した。1839年に父からベル・ミード・プランテーションの管理を引き継いで間もなく、ウィリアム・ガイルズはアメリカ競馬登録レジスターの編集者に手紙を書いた。「ここにいる純血種は人気があり、これを逃すと時代遅れでセンスがない。私は良い未来を予見できる原石を持っている」と書いた。そして実際成功した。父親と違い、ウィリアム・ガイルズは競馬そのものよりサラブレッドの繁殖の向上により興味があった。彼が競馬を観戦するのはもっぱら掛け合わせの父馬と母馬を見極めるためであった。
1853年、准将となったウィリアム・ガイルズは馬のビジネスの成功を反映し、2階建てで5柱間のグリーク・リヴァイヴァル建築の大邸宅に建て直した。この頃ハーディング家はとても栄えており、領土5,400-エーカー (22 km2)を現在も世界に名の通るサラブレッドのチャンピオンを育成するプランテーションを設立した。

## 奴隷制 (1807年～1865年)
南北戦争が終わる前、ベル・ミード・プランテーションは多くのアフリカ系アメリカ人奴隷を抱えていた。ハーディング家はナッシュビルで最も多く奴隷を抱える家の一つであった。ジョン・ハーディングはダナム大農場に定住する時に2人の奴隷を連れてきた。ベンは農場内の鍛冶屋で働いた。1806年10月6日、ディシーという家事使用人はガイルズ・ハーディングにより70ドルで購入された。ディシーは出産可能年齢を過ぎた老女であったため安価で売られており、若い頃のジョン・ハーディングの母親代わりとして身の回りの世話をすることとなった。1807年、ジョンはネッド、アイザック、ジェニー、モリーの4人の奴隷を購入。ジョンは彼の父方から一般労働者のパトリックの系統で、ガイルズ・ハーディン
グはパトリックが以前ベル・ミードで働いていたとほのめかしたが、1810年までそれは違法であった。最初はジョンとスザンナは奴隷と共に農場で働いていた。ジョンは土地と奴隷の売買のためしばしばナッチェス・トレイスを行き来した。
長年、ベル・ミードの人口は着実に増加していった。木工製作、石工業、木工細工、鍛冶工など様々な分野で奴隷達の技術は熟練していった。他の労働者は家事使用人として働いていた。農場の奴隷人口の一部は農業労働者だが、収穫時期には他の労働者も農場を手伝った。鍛冶屋のベンはとても価値があり、他の奴隷達とは換えがたかったが、1818年に逃亡して以来見つかっていない。同年ジョン・ハーディングが購入したネッドはたった数ヶ月後に逃亡。熟練した技術を持った逃亡奴隷は自由州で仕事を探すことは農業労働者よりも容易であった。ベル・ミード・プランテーションには少なくとも2箇所の奴隷地区、2箇所の墓地があった。大邸宅近くに家事使用人と技術労働者のための水漆喰の小屋があった。もう1
つの小屋は牧草丘の近くにある農業労働者のための小屋で上記の小屋に比べると粗末な物であった。
奴隷用の墓地は通常牧場主により指定され、奴隷の住居からは遠かった。奴隷の葬式の多くは夜に行なわれた。労働が終わってから遺族は歌いながら故人を墓地に運ぶ。ベル・ミードの奴隷の多くはベル・ミード内の奴隷地区に住んでいたが、少数は大邸宅内に住んでいた。ハーディング家の人々は家の中や外出時など必要に応じてそれぞれ個人に使用人がついた。これらの使用人は通常それぞれの主人のベッドの足元のそばで寝起きしていた。主人と年齢の近い子供のいる女性奴隷は主人の乳母、子守として従事し、自身の子供と同時に子供の年齢の主人の子守や世話をした。
1850年代、ウィリアム・ガイルズ・ハーディングは奴隷の反乱、奴隷社会における疑心暗鬼への脅威によりデイヴィッドソン郡内の無認可のアフリカ系アメリカ人奴隷をテネシー州外に送り出すことを実施する委員会の代表を務めていた。テネシー州の奴隷制度終了後、ハーディングは解放奴隷への教育のためにベル・ミードの土地を使用することを拒否。彼は奴隷達に友好的ではあったが、心の底からアフリカ系アメリカ人に白人と同等の権利を与えるべきとは思っていなかったのである。
南北戦争の影響により、ベル・ミードで雇われていた奴隷の多くはここを離れることとなったが、必ずしもここでの仕事を辞めなくてはいけないものでもなかった。多くの者は新たな場所で生活しながらベル・ミードでの仕事を続けた。ベルヴュー近くのトルバード・コミュニティは南北戦争後に解放奴隷が最初に居住した場所の1つであり、ベル・ミード従業員の居住割合が高い場所である。何人かはベル・ミードの荒廃した旧奴隷小屋に住み続けたが、近くに新しい住居が建設された。地域開発で取り壊される1970年代まで奴隷家族の子孫はこの住居に住んでいた。

## 騎手及び厩務
奴隷制度の時代、馬の世話のために誰かを雇うよりも奴隷を所有した方が都合が良かった。これらの奴隷が馬の世話の才能を発揮した場合、騎手、厩務員、調教師などより良い地位に就くことができ、さらに技術を磨く教育をされたり、自由な時間、旅行に行く機会、より良い食事や衣類を与えられた。1800年代の最も有名なアフリカ系アメリカ人騎手、アイザック・マーフィーはアメリカの競馬史において最も優秀な騎手の一人とされている。彼はケンタッキーダービーで3回優勝し、勝率44%という記録は現代に至っても未だ破られていない。しかし肺炎のため34歳の若さで亡くなり、栄光は短く幕を閉じた。現在ケンタッキー州レキシントンにあるケンタッキー・ホース・パークで著名な馬のマンノウォーの隣に埋葬されている。マーフィーの没後、アフリカ系アメリカ人騎手への信頼は減少し、厩舎での地位も下がっていった。現在多くのアフリカ系アメリカ人が競馬に関心を持ち、最終的に100年前よりも地位を取り戻した。
歳を取ったり成長したりして馬に乗るには大きくなり過ぎた多くの騎手は調教師となった。ケンタッキー州ルイビルの調教師エド・ブラウンは1877年に開催されたケンタッキー・ダービーの優勝馬を調教した。彼は自身の競走馬を所有し、彼が亡くなる1906年にはルイビルで最も裕福なアフリカ系アメリカ人とされた。
ベル・ミードの騎手、調教師、厩務員の人々はこの農牧場に成功をもたらした。1807年からハーディング家は奴隷を所有していた。1810年代には彼らは馬関連の業務で熟練していった。多くの騎手は競走馬に乗るのに完璧な、軽量の8歳から12歳の若い少年の奴隷であった。この少年達は優遇され、国内を旅行することができた。ハーディング自身もベル・ミードの調教師であったが、所有していた奴隷または短期的に雇った白人従業員の助けを必要としていた。1839年、ハーディングはロバート・グリーン(通称ボブ)という少年奴隷をベル・ミードで働かせるために連れてきた。彼は馬と共に育ち、後にハーディングの右腕となり、サラブレッドに関する全てにおいてエキスパートとなった。南北戦争後もこの馬牧場で働
き続け、1879年のベル・ミードの台帳によると厩務員長および調教師長としてこの農牧場で最高額の給料を得ていた。彼は馬に関する知識で高名で、馬のビジネスに関わる者達は1歳馬の売買に彼の知識を借りたとされる。彼はベル・ミードでの厩務の際は白いエプロンを着用していたが、ニューヨークでもこのエプロンを着用していた。1887年、彼はグロバー・クリーブランド大統領に紹介され、ボブは大統領をイロコイ、ブランブル、エンクワイア、ルーク・ブラックバーン、グレート・トムなどの馬の巡業に連れて行った。

## 厩務員長、ボブ・グリーン
ボブ・グリーンは州外に初めて出荷する種馬の世話に役立った。1889年、ニューヨークへ汽車で行く際、ジョンストンの洪水に見舞われた。線路は水面下となり、汽車は迂回せざるを得なかった。汽車に缶詰状態となり馬達は興奮し、ボブら厩務員達は馬が怪我するのを防ぐため馬達の頭をしっかりと抱いていなくてはならなかった。彼らの尽力にもかかわらず何頭かの馬は怪我をしてしまい、ニューヨークでの初の売買は低迷した。後年、このプランテーションおよび古い家を離れ、ナッシュビルの自身の他の土地に移らなくてはならなくなった。彼はベル・ミードの全てのサラブレッドを担当していただけでなく、自身のサラブレッドも所有していたためベル・ミードを離れることは傷心であった。1906年、彼の希望によりこの農牧場に埋葬されることを許可され、現在もこの名のない墓地に埋葬されている。ボブは生前少なくとも4人の厩務員を抱えていた。そのうち1880年代に働いていたサム・ニコルスはフェアヴュウ・ファームでの地位を提案されたが、著名なベル・ミードで働き続けるためこれを辞退した。

## 南北戦争
南北戦争が勃発し、ベル・ミード・プランテーションにも剥奪などの危機が迫った。ナッシュビルの戦いの最中、この農牧場前で北軍と南軍が小競り合いを行なったため、大邸宅の大きな石造りの柱は銃弾で損傷を受けた。現在もその跡を見ることができる。

## ハーディング時代 (1807年～1868年)
南北戦争後の1867年から1868年、ハーディングは馬牧場業務を継続することができた。自身の馬により、当時のアメリカ合衆国内の他の誰よりも富を築いていた。本格的に馬の繁殖に取り組み始め、1867年、彼の牧場で繁殖された馬が初めて売りに出された。彼はこの方法でのサラブレッドの販売の第一人者となった。1867年に1歳馬の販売が開始され、1902年まで毎年行われていた。この競り売りの方法により、彼はサラブレッドの繁殖牧場および販売でテネシー州内で最も成功した。1886年にハーディングが亡くなり、The Spirit of the Times は彼を19世紀に馬の繁殖業を世に知らしめた功績を称えた。
南部諸州が連邦に加盟する頃、1歳馬の販売において世界中の買取人によるベル・ミードの繁殖の評判は最上級となった。彼の義理の息子、ウィリアム・ヒックス・ジャクソンとハウエル・エドマンズ・ジャクソンの経営下、ベル・ミード養馬場は繁盛した。ベル・ミード・プランテーションの馬の血統は、ボニー・スコットランドから始まり、セクレタリアト、ファニーサイド、シービスケット、ガイアカモ、マインザットバード、スマーティージョーンズ、バーバロなど有名な馬を生んだ。1990年代から、ケンタッキーダービーに出走する馬全てがベル・ミード・プランテーションの馬の血を引くものとなった。
この成功哲学の証拠に、1860年までのアメリカ国内でウィリアム・ガイルズ・ハーディングが得たトロフィーやカップのコレクションは最大であったとされる。種馬の品質は突出しており、彼の雌馬もまた毎年優秀な1歳馬を産み出していた。1867年から毎年この販売会は馬の買取人にとってアメリカ国内で最も興味を引くものとなった。

## ジャクソン時代 (1868年～1904年)
1868年、ウィリアム・ヒックス・ジャクソンはハーディングの長女セリーンと結婚し、ベル・ミードの大邸宅に住むようになった。彼は熱心な調教師で義理の父と共に繁殖牧場の繁栄に努めるようになった。1875年、騎手服の製造を取りやめ、繁殖に専念することを決断。ハーディングの没後、ジャクソンはセリーンの腹違いの兄弟のジョンとジャクソンの兄弟でセリーンの妹メアリー・エリザベスと結婚したハウエルと牧場の権利を3等分した。ジャクソンは牧場の3分の1の権利しか持っていなかったが、家族内でここに常勤していたのは彼だけであった。ジャクソンの社交性と自信により、1歳馬の販売に何千人もの人々を牧場に引き付けるのは容易であった。1883年、ベル・ミードの大邸宅の家具を一新。1887年にはフル・バスルーム3部屋、水流による冷暖房、電話を導入した。

### ジャクソン時代の馬 (1868年～1904年)
アメリカの優秀な馬の繁殖業の創立者としてのベル・ミードのイメージはベル・ミードで毎年行われる販売会などを通してニューヨークで評判となっており、世界中で有名なサラブレッドを産出した。ベル・ミードの大邸宅を訪問した著名人はグローヴァー・クリーヴランド大統領夫妻、ロバート・トッド・リンカーン、ユリシーズ・S・グラント将軍、ウィリアム・T・シャーマン将軍、ウィンフィールド・スコット・ハンコック将軍、ウィリアム・ハワード・タフト、アドレー・E・スティーブンソンなど。1886年、養馬場を建てるためイロコイ(Iroquois)を購入したことでベル・ミードは世界中で有名となった。イロコイは1881年にアメリカ産馬としては史上初のイギリスダービー優勝馬である。1892年にはイロコイはアメリカの種牡馬チャンピオンになり、その種付料は2500ドルに達した。1899年12月17日、イロコイはベル・ミードで亡くなった時、当時まだ最も有名なサラブレッドとされていた。
ハーディングの意志を引き継ぎジャクソンは1886年から1888年までベル・ミードで1歳馬の販売会を行い、1889年にはニューヨークでも販売会を行うようになった。1892年、ニューヨークで53頭もの1歳馬を110,050ドルで販売し、最も成功した年となった。1頭につき2,076ドルとなり、この牧場から売りに出された馬の最高額となった。

## 財政崩壊 (1898年～1904年)
翌年の世界恐慌から不況は長引いた。同時にテネシー州内の改革により1907年までに競馬場が閉鎖され結果的にギャンブルもなくなった。これらの経済や社会状況により他州から来る馬の繁殖業者の価格競争はベル・ミードと州内のサラブレッド養馬場には打撃だった。テネシー州内のサラブレッド牧場は閉鎖され、ベル・ミードなど他の牧場に馬が売られていった。
1898年、ビリーの息子であるウィリアム・ハーディング・ジャクソンJrが主に経営していた頃、価格の暴落は始まった。1902年のベル・ミードでの販売会では172,665ドルを売り上げ、アメリカのサラブレッド販売会で最高額となっていたが、膨れ上がった借金と相殺するには遅過ぎた。1903年3月、ウィリアム・ヒックス・ジャクソンが亡くなり、数ヶ月後、息子のウィリアム・ハーディング・ジャクソンも経営を軌道に乗せる前に亡くなった。1903年と1904年、若くして未亡人となったアニー・ディヴィス・ジャクソンは馬を何度か分散して売り、フィラデルフィア・レコード誌が「世界で最も際立った繁殖業創業者」と評したこの養馬場は約1世紀の無類の栄光の後に幕を閉じることとなった。
ジャクソン兄弟達の没後、20世紀初頭、地所は競売に掛けられ、ハーディング家4代目の一家はこの土地を離れることとなった。旧プランテーションのこの土地は現在テネシー州の独立都市ベル・ミードとなっている。
1953年、ベル・ミードの30エーカー (120,000 m2)の土地の大邸宅と8つの建物はテネシー州歴史保存協会に譲渡され、現在ナッシュビル歴史協会により運営されている。